# Ecfanto, o Pitagórico
Ecfanto (em grego clássico: Ἔκφαντος) terá sido um filósofo grego pré-socrático obscuro, e que pode não ter realmente existido. Está identificado como um pitagórico do século IV a.C. e um apoiador da teoria heliocêntrica. Descrito como oriundo de Siracusa, pode ou não ser a mesma figura que o atestado Ecfanto de Crotona.
Ecfanto aceitou a existência de átomos. Ele aceita a existência de um espaço vazio, vazio. Ecfanto afirmava que o Cosmos é feito de átomos e que há apenas um Cosmos (Universo) governado pela providência (πρόνοια). Terá sido o primeiro dos pitagóricos a atribuir substância física às unidades pitagóricas.
Ecfanto, como Heráclides de Ponto, acreditava que a Terra girava em torno de seu centro de oeste para leste, como uma roda, como se tivesse um eixo, o estado.